# Hezekiah Bradley Smith
Pour les articles homonymes, voir Smith.
Hezekiah Bradley Smith (né le 24 juillet 1816, mort le 3 novembre 1887) est un inventeur et homme politique américain du parti démocrate, qui a représenté le New Jersey à la chambre des représentants lors d'un mandat entre 1879 et 1881.

## Biographie
Smith est né à  Bridgewater (Vermont) en 1816. Il travaille comme ébéniste, puis s'installe au Massachusetts en 1840, où il travaille dans une entreprise de menuiserie, où il dépose plus de 40 brevets concernant ses inventions. Il se marie en mai 1846, et a une fille en juillet 1846. Il déménage à Smithville dans le New Jersey en 1865 où il continue son activité dans l'industrie. Il y fabrique notamment l'American Star Bicycle. Il est élu en tant que démocrate au 46e congrès où il siège entre 1879 et 1881. Il est vice-président de la convention démocrate du New Jersey. Pendant son mandat on découvre qu'il est bigame
Il meurt en 1887 à l'âge de 71 ans.